# 고를림
고를림(Gorlim)은 《실마릴리온》, 《베렌과 루시엔》의 등장인물이다. 도르소니온의 에다인 용사로 바라히르의 무법자 무리의 일원이며, 사우론의 마법에 빠져 고문당하고 무법자들의 위치를 발설했다. 그는 사우론에게 자기가 정보를 주는 대가로 자신을 포함한 가족들을 해방시켜 주는 것을 요구하였고 사우론은 이에 응하겠다고 말했다. 하지만, 그것은 거짓말이었고 마법을 통해 고를림이 가족의 환영을 보게 만든 것이었으므로 이미 고를림을 제외한 그의 가족들은 모두 죽은 상태였다. 정보를 얻어 더 이상 살려둘 생각이 없었던 사우론은 죽이고 바라히르의 무리를 한 사람만을 제외하고 모조리 죽이게 된다.